# Sinogastromyzon nanpanjiangensis
Sinogastromyzon nanpanjiangensis är en fiskart som beskrevs av Li, 1987. Sinogastromyzon nanpanjiangensis ingår i släktet Sinogastromyzon och familjen grönlingsfiskar. Inga underarter finns listade i Catalogue of Life.